# بقية بيروية
بقية بيروفية أو زهرة البق البيروفية (الاسم العلمي: Coreopsis peruviana) هو نوع نباتي يتبع جنس البقية من فصيلة النجمية.